# Opomiarowanie netto
Opomiarowanie netto (ang. net metering) – serwis dotyczący lokalnego konsumenta i jednocześnie producenta (zwanego prosumentem) energii elektrycznej, zgodnie z którym energia elektryczna wytwarzana przez prosumenta we własnej mikroinstalacji (np. instalacja fotowoltaiczna na dachu) i dostarczana do lokalnej sieci dystrybucji jest rozliczana poprzez odejmowanie jej od ilości zużytej energii z sieci elektroenergetycznej. Serwis ten jest zapewniany przez dystrybutorów energii elektrycznej.
Polityka energetyczna obejmująca opomiarowanie netto stosowana w różnych krajach może się różnić, w zależności od tego czy pomiar netto jest w ogóle dostępny, czy i jak długo można utrzymywać dodatnie saldo produkcji i konsumpcji energii, jaką cenę stosuje się do rozliczeń (detaliczna/hurtowa). Większość przepisów dotyczących opomiarowania netto obejmuje miesięczne rozliczenie energii, niewielką miesięczną opłatę podłączeniową, miesięczny sposób opłacania niedopłat na rachunku za energię elektryczną oraz roczne rozliczenia całkowitego jej zużycia. W odróżnieniu od stosowania np. taryfy gwarantowanej (feed-in tariff, FIT), opomiarowanie netto może być realizowane jako procedura czysto rachunkowa i nie wymaga specjalnego pomiaru, wcześniejszych uzgodnień itp.
Opomiarowanie netto jest elementem polityki wspierania prywatnych inwestycji w odnawialne źródła energii. Przykładowo w Stanach Zjednoczonych, w ramach ustawy Energy Policy Act z 2005 roku, wszystkie publiczne przedsiębiorstwa energetyczne są zobowiązane do udostępniania na żądanie pomiaru netto swoim klientom. Mają na to 3 lata.
Przy obecnym poziomie cen (2014) net metering w Polsce gwarantowałby rozwój np. energetyki słonecznej (także prosumentów) bez dodatkowych instrumentów wsparcia.